# Elevate (Lee-Aaron-Album)
Elevate ist das am 25. November 2022 veröffentlichte fünfzehnte Album der kanadischen Band Lee Aaron.

## Hintergrund
Lee Aaron hatte mit dem 2021 veröffentlichten Album Radio On! Platz 49 der deutschen sowie Platz 29 der Schweizer Musikcharts erreicht.
Ab dem Herbst 2021 arbeitete die Band mit Musikproduzent Mike Fraser in den Armoury Studios in Vancouver am neuen Album. Die Songs wurden von den Bandmitgliedern gemeinsam geschrieben.
Zum Grundthema des Albums äußerte sich Sängerin Lee Aaron:

„Ich finde es eine Schande, wie soziale Medien gute Menschen spalten können. Analytics garantiert, dass jeder seinen eigenen 'Feed' hat und man nie eine andere Perspektive hört – das polarisiert die Menschen. Bei ‚Elevate‘ geht es darum, nicht in diese Falle zu tappen, sondern sich dafür zu entscheiden, sich gegenseitig aufzurichten. Es ist nicht zu spät, neues zu erschaffen, lasst uns feiern, lasst uns erheben – Let's Elevate!“

Elevate wurde als CD, Schallplatte, sowie über Online-Musikdienste angeboten. Eine limitierte Auflage der Vinyl-Ausgabe war in der Farbgebung „Clear Black Marbeled,“ also transparent-schwarz-marmoriert, erhältlich.
Das Lied Rock Bottom Revolution wurde am 28. Oktober 2022 als erste Single des Albums, begleitet von einem Musikvideo, veröffentlicht. Am 10. November 2022 erschien Trouble Maker als zweite Single. Auch zu diesem Lied wurde in Musikvideo veröffentlicht.
Das Album erschien am 25. November 2022.

## Titelliste
| Nr.          | Titel                  | Autor(en)                  | Länge |
| ------------ | ---------------------- | -------------------------- | ----- |
| 1.           | Rock Bottom Revolution | Aaron, Kelly, Reimer, Cody | 4:04  |
| 2.           | Trouble Maker          | Aaron, Kelly, Reimer, Cody | 3:54  |
| 3.           | The Devil U Know       | Aaron, Kelly, Reimer, Cody | 4:13  |
| 4.           | Freak Show             | Aaron, Kelly, Reimer, Cody | 4:47  |
| 5.           | Heaven’s Where We Are  | Aaron, Kelly, Reimer, Cody | 4:32  |
| 6.           | Still Alive            | Aaron, Kelly, Reimer, Cody | 3:42  |
| 7.           | Highway Romeo          | Aaron, Kelly, Reimer, Cody | 3:25  |
| 8.           | Red Dress              | Aaron, Kelly, Reimer, Cody | 4:24  |
| 9.           | Spitfire Woman         | Aaron, Kelly, Reimer, Cody | 6:11  |
| 10.          | Elevate                | Aaron, Kelly, Reimer, Cody | 3:41  |
| Gesamtlänge: | Gesamtlänge:           | Gesamtlänge:               | 42:53 |

## Rezeption

### Rezensionen
Für Rocks schrieb Markus Baro, Karen Lynn Greening habe sich noch „nie stilistisch festlegen“ mögen. „Ihren Anfängen als ‚MetalQueen‘“ seien „ernstzunehmende Ausflüge in Pop- und sogar Jazz-Gefilde und nach einer längeren Pause das unerwartet rockige Comeback“ Fire and Gasoline (2016) gefolgt. Nun lege die quirlige Kanadierin in Elevate ein Album vor, das „trocken, bodenständig und wesentlich homogener“ klinge als der „musikalisch weitläufigere Vorgänger“ Radio On!. „Eine Handvoll knochiger Riffs“ trage Elevate „fast über die komplette Spielzeit, wobei vor allem der von Rock Bottom Revolution eine unmittelbare Nähe zu AC/DC“ aufweise. Dies sei „kein Wunder“, sorge doch deren Produzent Mike Fraser „für das gewohnt bodenhaftende Klangbild, das keinen Riff, keinen Beat zuviel zulässt und in Trouble Maker unzweifelhaft Größen wie den Stones oder ZZ Top“ huldige. Da passe „der Power-Pop von Highway Romeo oder die Ballade Red Dress, die an Lee Aarons Vergangenheit als Jazz-Diva“ erinnere, zwar „nur bedingt ins Bild“, dafür beeindrucke die 60-Jährige in dem „von einem stoischen Beat getriebenen Riff-Rocker Spitfire Woman mit enormer stimmlicher Präsenz“. Das Album erhielt 7,5 von zehn möglichen Punkten.
Obwohl zwischen den Alben Radio On! und Elevate „bedingt durch Pandemie und fehlende Möglichkeiten für Live-Auftritte“ nicht viel Zeit gelegen habe, sei das Album „mitnichten ein Abziehbild von Radio On! geworden,“ schrieb Matthias Mader in Rock Hard. Die zehn neuen Stücke seien „insgesamt deutlich melodischer,“ stimmlich gehe Sängerin Karen Greening „nur äußerst selten richtig aus sich raus.“ Es hätte „hier und da ruhig ein bisschen mehr“ sein dürfen. Lee Aaron wisse „nach wie vor packende Geschichten zu erzählen,“ die „handwerklich routiniert dargeboten“ würden, aber es fehle „der letzte Biss.“ Ganz „klar auf der Habenseite“ zu verbuchen sei „das atmosphärisch dichte und recht düstere“ Spitfire Woman, das „aus dem engen (Hardrock-)Rahmen“ falle. Dies beweise, dass „etwas mehr Forscherinnengeist und Abwechslung“ (wie auf der Vorgängerplatte) „durchaus gutgetan“ hätten. Auch Mader vergab 7,5 Punkte.